# Pukovnija
Pukovnija, također arhaično regimenta ili puk (lat. regimen; njem. Regiment; engl. regiment) je združena taktička vojna postrojba rodova kopnene vojske.  Srednje je veličine od oko 2000 do 3000 vojnika, ovisno o zemlji i njezinim oružanim snagama. Načelno se sastoji od dvije do pet bojni ili od više satnija, dok se u konjici obično sastoji od pet eskadrona. Pukovnija je u pravilu istog roda (pješačka, planinska, oklopna, lako-jurišna i sl.). Pukovnijom zapovjeda časnik s činom pukovnika ili brigadira.
Viša vojna postrojba od pukovnije je brigada, dok je niža bojna te satnija. Pukovnija može biti samostalna ili u sastavu brigade. 